# The Singles Collection Volume 3
The Singles Collection, Volume 3 es una caja recopilatoria de la banda británica Queen, publicada el 31 de mayo de 2010 a través de Parlophone Records. El álbum contiene versiones remasterizadas de los siguientes 13 sencillos lanzados mundialmente por Queen que aparecen subsecuentes a los del segundo volumen.
La caja recopilatoria marca la primera vez que "Blurred Vision" y la remezcla de "Pain Is So Close to Pleasure" estuvieron disponibles en CD.

## Lista de canciones
| Disco uno |                                    |                    |          |  |
| N.º       | Título                             | Escritor(es)       | Duración |  |
| 1.        | «It's a Hard Life»                 | Freddie Mercury    | 4:06     |  |
| 2.        | «Is This the World We Created...?» | Mercury, Brian May | 2:13     |  |
| 6:19      |                                    |                    |          |  |

| Disco dos |                                   |              |          |  |
| N.º       | Título                            | Escritor(es) | Duración |  |
| 1.        | «Hammer to Fall» (single version) | May          | 3:38     |  |
| 2.        | «Tear It Up»                      | May          | 3:24     |  |
| 7:02      |                                   |              |          |  |

| Disco tres |                                 |                   |          |  |
| N.º        | Título                          | Escritor(es)      | Duración |  |
| 1.         | «Thank God It's Christmas»      | May, Roger Taylor | 4:21     |  |
| 2.         | «Man on the Prowl»              | Mercury           | 3:25     |  |
| 3.         | «Keep Passing the Open Windows» | Mercury           | 5:21     |  |
| 13:07      |                                 |                   |          |  |

| Disco cuatro |                               |              |          |  |
| N.º          | Título                        | Escritor(es) | Duración |  |
| 1.           | «One Vision» (single version) | Queen        | 4:01     |  |
| 2.           | «Blurred Vision»              | Queen        | 4:41     |  |
| 8:42         |                               |              |          |  |

| Disco cinco |                                    |              |          |  |
| N.º         | Título                             | Escritor(es) | Duración |  |
| 1.          | «A Kind of Magic»                  | Taylor       | 4:24     |  |
| 2.          | «A Dozen Red Roses for My Darling» | Taylor       | 4:43     |  |
| 9:07        |                                    |              |          |  |

| Disco seis |                           |                      |          |  |
| N.º        | Título                    | Escritor(es)         | Duración |  |
| 1.         | «Friends Will Be Friends» | Mercury, John Deacon | 4:06     |  |
| 2.         | «Princes of the Universe» | Mercury              | 3:33     |  |
| 7:39       |                           |                      |          |  |

| Disco siete |                                                 |                 |          |  |
| N.º         | Título                                          | Escritor(es)    | Duración |  |
| 1.          | «Pain Is So Close to Pleasure» (single version) | Mercury, Deacon | 3:57     |  |
| 2.          | «Don't Lose Your Head»                          | Taylor          | 4:38     |  |
| 8:35        |                                                 |                 |          |  |

| Disco ocho |                                              |              |          |  |
| N.º        | Título                                       | Escritor(es) | Duración |  |
| 1.         | «Who Wants to Live Forever» (single version) | May          | 4:02     |  |
| 2.         | «Forever»                                    | May          | 3:21     |  |
| 7:23       |                                              |              |          |  |

| Disco nueve |                    |              |          |  |
| N.º         | Título             | Escritor(es) | Duración |  |
| 1.          | «One Year of Love» | Deacon       | 4:27     |  |
| 2.          | «Gimme the Prize»  | May          | 4:33     |  |
| 9:00        |                    |              |          |  |

| Disco diez |                                  |              |          |  |
| N.º        | Título                           | Escritor(es) | Duración |  |
| 1.         | «I Want It All» (single version) | May          | 4:01     |  |
| 2.         | «Hang on in There»               | Queen        | 3:46     |  |
| 7:47       |                                  |              |          |  |

| Disco once |             |                 |          |  |
| N.º        | Título      | Escritor(es)    | Duración |  |
| 1.         | «Breakthru» | Mercury, Taylor | 4:08     |  |
| 2.         | «Stealin'»  | Mercury         | 3:59     |  |
| 8:07       |             |                 |          |  |

| Disco doce |                     |              |          |  |
| N.º        | Título              | Escritor(es) | Duración |  |
| 1.         | «The Invisible Man» | Taylor       | 3:57     |  |
| 2.         | «Hijack My Heart»   | Taylor       | 4:11     |  |
| 8:08       |                     |              |          |  |

| Disco trece |                          |              |          |  |
| N.º         | Título                   | Escritor(es) | Duración |  |
| 1.          | «Scandal»                | May          | 4:42     |  |
| 2.          | «My Life Has Been Saved» | Deacon       | 3:16     |  |
| 7:58        |                          |              |          |  |